# Mikael Agricola
Mikael Agricola (1510, Pernaja – 9. dubna 1557, Kuolemajärvi) byl finský pastor, biskup, církevní reformátor, básník, tvůrce spisovné finštiny, jemuž je přezdíváno „otec finské literatury“. V latinských spisech se označuje jako Michael Olai Agricola. Byl prvním biskupem v Turku, který se oženil a který vyznával luteránství.
Mikael byl protestantským pastorem. Studoval ve Viipuri, Turku a Wittenbergu (žák Luthera a Melanchtona). Od roku 1554 byl biskupem v Turku. Když se vracel z Moskvy z mírových jednání mezi Švédskem a Ruskem, předčasně zemřel.
Původní jsou předmluvy k přeloženým dílům, často veršované. V jednom díle se zmiňuje o finských bozích, kteří se později objevili v eposu Kalevala z 19. století.

## Dílo
- Výtah z katechismu Abckiria (1543) (první tištěná finská kniha)
- Rucouskiria Bibliasta (Modlitebník z Bible, 1544)
- Se Wsi Testamenti (Nový zákon, 1548)
- Dauidin Psaltari (Davidův žaltář)